# Tibellus vosseleri
Tibellus vosseleri là một loài nhện trong họ Philodromidae.
Loài này thuộc chi Tibellus. Tibellus vosseleri được Embrik Strand miêu tả năm 1906.